# Haim Cohn
Haim Herman Cohn, conosciuto anche come Chaim Cohn (Lubecca, 11 marzo 1911 – Gerusalemme, 10 aprile 2002), è stato un giurista, politico e saggista israeliano.

## Biografia
Cohn nacque in Germania in una famiglia di ebrei osservanti e da bambino studiò la Bibbia e il Talmud con il nonno rabbino. Finite le scuole, si iscrisse all'Università di Monaco e studiò filosofia, pedagogia e lingue semitiche. Dopo un anno si recò a Gerusalemme alla prestigiosa yeshivah Mercaz HaRav e studiò con il rabbino Abraham Isaac Kook. Ritornò poi in Germania per studiare legge all'Università Goethe di Francoforte. Laureatosi nel 1933, si trasferì in Palestina e iniziò a fare pratica in uno studio legale. Nel 1936 superò gli esami di abilitazione per diventare avvocato e l'anno successivo aprì uno studio legale a Gerusalemme. Dopo l'indipendenza di Israele, gli fu richiesto di collaborare all'organizzazione del sistema legislativo e giudiziario del nuovo stato e divenne direttore generale del Ministero della giustizia e successivamente consigliere giuridico del governo. Tra il 1952 e il 1953 fu nominato ministro della giustizia. Dal 1953 al 1960 fu consigliere giuridico generale del governo. Nel 1960 fu nominato giudice della Corte Suprema israeliana. Contemporaneamente ai suoi incarichi politici e istituzionali, svolse a tempo parziale attività accademica e fu professore invitato all'Università di Tel Aviv (dal 1956 al 1969) e all'Università Ebraica di Gerusalemme (dal 1954 al 1976). Dal 1957 al 1959 e dal 1965 al 1967 fu anche rappresentante di Israele nel Consiglio per i diritti umani delle Nazioni Unite. Nel 1980 fu nominato presidente della Corte Suprema israeliana e l'anno successivo si ritirò dall'incarico.
Dopo il ritiro dalla attività istituzionali, continuò il suo impegno nel campo dei diritti umani e fu presidente dell'Associazione per i diritti civili in Israele. Pur avendo perso la fede religiosa a causa dell'olocausto, in cui persero la vita un fratello e altri parenti, Cohn rimase attaccato alle tradizioni ebraiche e al giudaismo rabbinico e fu un fautore dell'ebraismo laico umanista, per cui nel 1983 fu uno dei fondatori della sezione israeliana dell’International Federation of Secular Humanistic Judaism.
Cohn ha scritto diversi libri di argomento giuridico e giuridico-religioso. In uno di essi (The Trial and Death of Jesus) ha esaminato la questione del processo di Gesù, contestando alcuni aspetti del racconto dei vangeli e sostenendo che la responsabilità della morte di Gesù non fu dei capi dei giudei, ma esclusivamente di Ponzio Pilato. La seduta notturna del Sinedrio avrebbe avuto lo scopo di convincere Gesù a ritrattare le sue pretese messianiche e a non presentarsi davanti a Pilato come reo confesso.

## Libri pubblicati
- Foreign Laws of Marriage and divorce, Tel Aviv, 1937
- Glaube und Glaubensfreiheit, Hanover, 1967
- Mishpato u-moto shel Yeshu haNotsri, Dvir, Tel Aviv, 1968
- The Trial and the Death of Jesus, Harper & Row, New York, 1971 (edizione italiana:Processo e morte di Gesù, Einaudi, 2000)
- Human Rights in Jewish Law, Ktav Pub. Inc., New York, 1984
- Human Rights in the Bible and Talmud, MOD Books, Tel Aviv, 1989

## Riconoscimenti
- Premio Israele per il diritto (1980)